# Trybecz

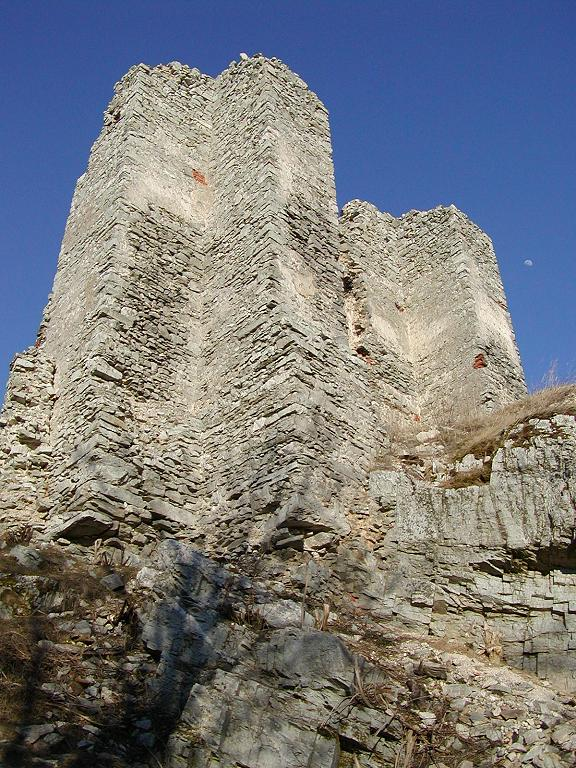
Zamek Gýmeš

Trybecz (514.81, słow. Tríbeč) – pasmo górskie w zachodniej Słowacji. Należy do Łańcucha Wielkofatrzańskiego w Centralnych Karpatach Zachodnich.

## Położenie
Pasmo Trybecza rozciąga się wzdłuż doliny rzeki Nitry na osi południowy zachód – północny wschód. Zaczyna się w okolicach miasta Nitry, która leży na siedmiu wzgórzach, stanowiących forpocztę tych gór. Południowo-zachodnia część pasma wcina się tu klinem w Nizinę Naddunajską, z którą łączą się wyloty dolin dopływów Nitry (na północny zachód od osi pasma) i dopływów Žitavy (na wschód od osi pasma). Na północnym zachodzie Kotlina Górnonitrzańska oddziela Trybecz od Gór Strażowskich. Na północnym wschodzie Trybecz łączy się z pasmem Ptacznika.

## Charakterystyka
Pasmo Trybecza ma około 50 km długości i do 18 km szerokości. Północno-wschodnia część pasma, na północ od Przełęczy Skicowskiej (Skýcovské sedlo) nosi nazwę Rázdiel. Najwyższe szczyty Trybecza to Wielki Trybecz (Veľký Tribeč, 829 m n.p.m.), Vojšín (819 m n.p.m.), Mały Trybecz (Malý Tribeč, 769 m n.p.m.), Velká Ostrá (745 m n.p.m.), Javorový vrch (731 m n.p.m.), Medvedí vrch (710 m n.p.m.), Žibrica (617 m n.p.m.), Velký Lysec (547 m n.p.m.) i górujący nad miastem Nitrą Zobor (588 m n.p.m.). Wody z północnych stoków Trybecza zbiera Nitra, z południowych – Žitava.

## Geologia
Zasadniczy zrąb Trybecza tworzą skały krystaliczne, głównie głębinowe skały magmowe (granity) i metamorficzne (kwarcyty), zaś na skrajach spotyka się skały osadowe (wapienie i piaskowce). W grupie Zobora występuje wydatna seria otulinowa zbudowana z wapieni i dolomitów. Charakterystyczne są kwarcytowe pagórki, spotykane w niższych partiach gór.

## Klimat
Klimat gór jest umiarkowanie ciepły i należy do grupy klimatów przejściowych. O ile południowo-wschodnie stoki należą nawet do najcieplejszych miejsc Słowacji, o tyle najwyżej położone fragmenty pasma znajdują się w chłodniejszym obszarze, w którym najwyższe temperatury letnich dni, 25 °C, nie trwają nawet 50 dni w roku. Liczba dni z pokrywą śnieżną wynosi 60-100 w roku.

## Flora
Trybecz jest w większości porośnięty lasami liściastymi, wśród których dominują lasy dębowo-grabowe przy lokalnym udziale buka. Występują tu także rośliny ciepłolubne.

## Fauna
Fauna pasma jest dość bogata i urozmaicona, co wiąże się z dużym zróżnicowaniem geomorfologicznym, klimatycznym i florystycznym jego obszaru. Trybecz jest bogaty m.in. w zwierzynę łowną i stanowi miejsce polowań. W rezerwacie Zubria obora hoduje się od 1957 r. żubry europejskie.

## Ochrona przyrody
Większość pasma leży w obrębie obszaru chronionego krajobrazu Chráněná krajinná oblasť Ponitrie (powierzchnia 37 665 ha, utworzony w 1985 r.). Na południowo-wschodnich stokach Zoboru leży płat lasostepu, od 1952 r. chroniony w rezerwacie Zoborská lesostep. We wsi Hodňany rośnie sekwoja o obwodzie pnia 4 m. We wsi Jelenec znajduje się Jelenská Gaštanica – założony już w połowie XIII wieku przez hrabiego Forgacza zagajnik kasztanowy. Na powierzchni 10 ha rośnie tu około 1500 kasztanów jadalnych w wieku 300-500 lat. We wsi Tesárske Mlyňany znajduje się arboretum Słowackiej Akademii Nauk z 300 gatunkami drzew.

## Turystyka
Tereny Trybecza są wykorzystywane sportowo, turystycznie i wypoczynkowo. Ośrodki narciarskie znajdują się w miejscowościach Podhradí i Partizánské, ośrodki sportów wodnych – w miejscowościach Velké Uherce i Malé Bielice. Grzbietem Trybecza prowadzi czerwony szlak turystyczny (część dalekobieżnej Magistrali Nitrzańskiej), łączący go na północy z Ptacznikiem. Najbardziej znanymi atrakcjami turystycznymi Trybecza są ruiny zamków Gýmeš, Čierny hrad i Oponický hrad (z początku XIV wieku).